# Touch (série télévisée)
Pour les articles homonymes, voir Touch.
Touch, ou Touch : Les Liens invisibles au Québec, est une série télévisée américaine en 26 épisodes de 42 minutes créée par Tim Kring (créateur de Preuve à l'appui et Heroes) et diffusée entre le 25 janvier 2012 et le 10 mai 2013 sur le réseau Fox et en simultané sur le réseau Global au Canada.
En Belgique, la série est diffusée depuis le 7 juin 2012 sur BeTV ainsi que depuis le 7 janvier 2014 sur RTL-TVI, au Québec, depuis le 25 septembre 2012 sur AddikTV, en Suisse, depuis le 31 mars 2013 sur RTS Un et en France, entre le 14 septembre 2013 et le 26 octobre 2013 sur M6 puis dès le 18 février 2014 sur 6ter.

## Synopsis
Martin Bohm, père célibataire veuf, est obnubilé par son incapacité à communiquer avec Jake, son fils de 11 ans, autiste depuis toujours. Mais tout change le jour où il découvre que celui-ci est un petit génie, qui voit ce que personne d'autre ne remarque et qui est capable de connecter deux événements qui semblent ne rien avoir en commun à première vue. Ils rencontreront alors Amélia, une fille de 14 ans qui connecte les événements du présent et du futur grâce à une suite de nombres que Jake connaît également, mais qui est kidnappée par un médecin intelligent qui a remarqué le talent chez elle et qui essaie de l'utiliser pour aider son frère souffrant d'un handicap mental, provoqué par un accident de voiture causé par lui. Ces deux jeunes possèdent un talent extraordinaire mais ce ne sont pas les seuls, 34 autres personnes possèdent ce don. Aster, une entreprise de neuro-technologie, tente d'en capturer un maximum pour pouvoir exploiter cette suite numérique qui pourrait prédire l'avenir. Martin avec l'aide de nombreuses personnes va tenter de changer le cours de ce destin en cherchant à sauver des vies innocentes comme celles de certains des 36.

## Distribution

### Acteurs principaux
- Kiefer Sutherland (VF : Patrick Béthune) : Martin Bohm / Martin Bishop
- David Mazouz (VF : Hervé Loeffler) : Jacob « Jake » Bohm / Jacob « Jake » Bishop
- Gugu Mbatha-Raw (VF : Fily Keita) : Clea Hopkins, assistante sociale (saison 1)
- Danny Glover (VF : Saïd Amadis) : professeur Arthur Teller, spécialisé dans l'autisme infantile (saison 1)
- Maria Bello (VF : Sybille Tureau) : Lucy Robbins, la mère d'Amelia (invitée saison 1, principale saison 2)
- Saïd Taghmaoui (VF : Julien Kramer) : Guillermo Ortiz (saison 2)
- Lukas Haas (VF : Alexandre Gillet) : Calvin Norburg (saison 2)
- Saxon Sharbino (VF : Adeline Chetail) : Amelia (saison 2)

### Acteurs récurrents
- Roxana Brusso (VF : Marjorie Frantz) : Sheri Strapling (saison 1)
- Catherine Dent (VF : Véronique Augereau) : Abigail Kelsey (saison 1)
- Titus Welliver (VF : Jean-Louis Faure) : Randall Meade (saison 1)
- Robert Patrick Benedict (VF : Laurent Morteau) : Walt King (saison 1)
- Jude Ciccolella (VF : Marcel Guido) : Arnie Klepper (saison 1)
- Bodhi Elfman (VF : Yann Le Madic) : Avram (saisons 1 et 2)
- Greg Ellis (VF : Xavier Fagnon) : Trevor Wilcox (saison 2)
- Adam Campbell (VF : Geoffrey Vigier) : Tony Rigby (saison 2)
- Ray Santiago (VF : Fabrice Fara) : Reuben Santiago, un pirate informatique de BreakWire (saison 2)
- Linda Gehringer (VF : Martine Meiraghe) : Frances Norburg (saison 2)
- John Boyd (VF : Damien Ferrette) : Kase (saison 2)
- Randy Oglesby (en) (VF : Patrice Dozier) : Carl Hirsch (saison 2)
- David Hoflin (en) (VF : Hervé Grull) : William Norburg (saison 2)
- Frances Fisher (VF : Josiane Pinson) : Nicole Farington (saison 2)
- D. B. Sweeney (VF : Loïc Houdré) : Joseph Tanner (saison 2)
- Mykelti Williamson (VF : Frantz Confiac) : l'inspecteur Lang (saison 2)
- Leland Orser (VF : William Coryn) : Dr Linus (saison 2)
- Isabella Acres : Soleil Friedman (saison 2)
Version française
  - Société de doublage : Nice Fellow[9],[10]
  - Direction artistique : Jean-Pascal Quilichini[10]

 Source et légende : version française (VF) sur RS Doublage et Doublage Séries Database

## Production

### Développement
Le 19 janvier 2011, Fox a annoncé la commande d'un pilote à Tim Kring.
Le 26 janvier 2011, lors de l'annonce des nouveaux projets qui seront diffusés sur la chaîne, le nouveau projet de Tim Kring a été retenu pour l'année 2011-2012.
Le 22 septembre 2011, satisfait du pilote, Fox commande officiellement la série de treize épisodes, pour une diffusion au printemps 2012.
Le 9 mai 2012, la Fox a renouvelé la série pour une deuxième saison.
Le 9 mai 2013, Fox a annulé la série, à la suite des audiences décevantes aux États-Unis, les derniers épisodes de la deuxième saison ont été suivis par moins de 2,5 millions de téléspectateurs,.

### Attribution des rôles
Le 22 février 2011, la chaîne américaine annonce le retour de Kiefer Sutherland comme acteur principal de la série Touch.
En juin 2011, David Mazouz, Danny Glover et Gugu Mbatha-Raw ont obtenu un rôle principal dans la série.
En mars 2012, l'actrice Maria Bello (Lucy Robbins, la mère d'Amelia) est annoncée avec un rôle récurrent à la fin de la première saison, devenu principal pour la deuxième saison.
En août 2012, les acteurs Saïd Taghmaoui, Lukas Haas et Saxon Sharbino, ont obtenu un rôle principal ainsi qu'Adam Campbell, Ray Santiago et Greg Ellis, un rôle récurrent lors de la deuxième saison,.

### Tournage
La série est tournée à Los Angeles, en Californie, aux États-Unis.

### Fiche technique
- Titre original et français : Touch
- Titre québécois : Touch : Les Liens invisibles[1]
- Création : Tim Kring
- Réalisation : Francis Lawrence, Milan Cheylov, Tucker Gates, Ian Tynton et Stephen Williams
- Scénario : Tim Kring, Carol Barbee et Chris Levinson
- Direction artistique : Nathan Ogilvie
- Décors : Cece Destefano
- Costumes : Debra McGuire
- Photographie : Curtis Wehr, Jeffrey C. Mygatt et Tom Yatsko
- Montage : Scott Powell, Gregory T. Evans et Louis F. Cioffi
- Musique : Lisa Coleman et Wendy Melvoin
- Casting : Natalie Hart et Jason La Padura
- Production : Dennis Hammer et Robert Levine ; Melinda Hsu Taylor (superviseur) ; Neal Ahem Jr. et Cathy Mickel Gibson (coproducteur) ; Lori Motyer (associée) ; Karyn Usher (consultant)
  - Production exécutive : Carol Barbee, Suzan Bymel, Peter Chernin, Tim Kring, Francis Lawrence, Katherine Pope, Kiefer Sutherland ; Chris Levinson et Rob Fresco (coproducteur exécutif)
- Société(s) de production : 20th Century Fox Television, Tailwind Productions et Chernin Entertainment
- Société(s) de distribution (télévision) :
  - Fox Broadcasting Company (États-Unis)
  - Global (Canada)
  - Sky1 (Royaume-Uni / Irlande)
- Pays d'origine :  États-Unis
- Langue originale : anglais
- Format : couleur - 1,78:1 - son Dolby Digital 5.1
- Genre : série dramatique, surnaturel
- Durée : 42 minutes

 Sauf indication contraire, les informations mentionnées dans cette section peuvent être confirmées par la base de données cinématographiques IMDb,  présente dans la section « Liens externes ».

### Diffusion internationale
- En version originale
  -  États-Unis /  Canada : depuis le 25 janvier 2012 sur Fox / sur Global[26] ;
  -  Royaume-Uni /  Irlande : depuis le 20 mars 2012 sur Sky1[27] ;
  -  Nouvelle-Zélande : depuis le 25 mars 2012 sur TV3[28] ;
  -  Australie : à partir du 22 avril 2012 sur Network Ten.

En version française
  -  Belgique : depuis le 7 juin 2012 sur BeTV[3] ;
  -  Québec : depuis le 25 septembre 2012 sur AddikTV[5] ;
  -  Suisse : depuis le 31 mars 2013 sur RTS Un[6] ;
  -  France : depuis le 14 septembre 2013 sur M6[7]

Autres versions
  -  Allemagne /  Autriche : depuis le 27 février 2012 sur ProSieben / sur ORF eins ;
  -  Italie /  Portugal : depuis le 20 mars 2012 sur Fox Italia[29] / sur Fox Portugal[30] ;
  -  Espagne : depuis le 22 mars 2012 sur Fox[31].

## Épisodes

### Première saison (2012)
La première saison est composée de treize épisodes. Douze épisodes ont été diffusés du 25 janvier au 31 mai 2012 et le treizième épisode inédit a été diffusé le 14 septembre 2012
1. Le Fil rouge du destin (Pilot)
2. 1+1=3 (1+1=3)
3. À l'abri (Safety in Numbers)
4. Cordes sensibles (Kite Strings)
5. Impasses (Entanglement)
6. Perdus, retrouvés (Lost and Found)
7. Bienvenue dans la noosphère (Noosphere Rising)
8. Zone d'exclusion (Zone of Exclusion)
9. Musique des sphères (Music of the Spheres)
10. Schémas (Tessellations)
11. Gyre, première partie (Gyre: Part One)
12. Gyre, deuxième partie (Gyre: Part Two)
13. Retour vers le passé (The Road Not Taken)[32]

### Deuxième saison (2013)
Le 9 mai 2012, la chaîne a renouvelé la série pour une deuxième saison de treize épisodes.
Initialement prévue pour le 26 octobre 2012, puis le 1er février 2013, elle est diffusée depuis le 8 février 2013 avec un épisode double.
1. Amélia (Event Horizon)
2. Ombre et Lumière (Closer)
3. Au-delà des frontières (Enemy of My Enemy)
4. La tempête approche (Perfect Storm)
5. La Loi de l'attraction (Eye to Eye)
6. Ondes négatives (Broken)
7. La Peur (Ghosts)
8. Trajectoires (Reunions)
9. Une étrange machine (Clockwork)
10. La Pierre de Nell (Two of a Kind)
11. Au banc des accusés (Accused)
12. Le Repaire des 7 (Fight or Flight)
13. La Séquence de Dieu (Leviathan)

## Univers de la série

### Les personnages

#### Personnages principaux
Martin Bohm
Martin Bohm est un ancien journaliste. Il est le père d'un enfant autiste. Sa femme est décédée au World Trade Center durant les attentats du 11 septembre 2001. Il a laissé tomber sa carrière et plusieurs emplois pour s'occuper de son fils. Il découvre que son fils utilise les nombres pour communiquer et qu'il doit aider une personne se retrouvant dans une situation problématique en suivant son fils qui le guide à travers tous les obstacles. Martin travaille comme bagagiste dans un aéroport à New York. Après les disparitions répétées de son fils Jake de l'école, Il a dû le laisser aux services sociaux et subir une évaluation sur sa propre capacité à s'en occuper. Par la suite, une société nommée Aster Corp va essayer de lui enlever son enfant pour ses capacités.
Jake Bohm
Il est le fils de Martin Bohm. Il est autiste et n'a jamais dit un seul mot, mais il n'est pas officiellement muet. Il est fasciné par les nombres et les figures complexes. Il passe la majorité de son temps à écrire des nombres sur son cahier de notes. Jake déteste que quelqu'un le touche, même s'il s'agit de son père. Il a la capacité de percevoir le passé, présent et futur à travers les nombres. Il les utilise d'ailleurs pour passer des messages à son père.
Clea Hopkins
Une employée des services sociaux. Elle a évalué la capacité de Martin Bohm à s'occuper de son fils. Au début, elle était stricte envers Martin et le considérait comme un père irresponsable, mais elle a ensuite changé d'avis, et l'a aidé à plusieurs reprises.
Lucy Robbins
La mère d'Amelia, une fille qui a un don semblable à celui de Jake. Sa fille est morte dans un accident de voiture au Westchester County, mais elle refuse d'y croire et décide de suivre les nombres qu'Amélia a laissés derrière elle, dans l'espoir de la retrouver.
Abigail Kelsey
Elle est la tante de Jake. Martin lui a interdit tout contact avec son fils, croyant qu'elle veut lui prendre la garde de Jake. Elle travaille à la société AsterCorps, qui est soupçonnée de mener un programme secret consistant à retrouver les enfants comme Jake.
Professeur Arthur Teller
Il est un chercheur qui s'occupe des enfants comme Jake. Martin lui demanda conseil pour son fils c'est comme ça qu'ils se rencontreront. Il a une fille qui est médecin et qui testait son cerveau à sa demande mais son cerveau aura des séquelles. Elle coupera donc les ponts en pensant qu'il est fou.
Il travaillait sur une suite de nombres appelé la séquence d'Amélia que Jake déchiffre petit à petit.

#### Personnages récurrents
Sheri Strapling
Sheri Strapling est la supérieure de Clea Hopkins. Elle va être achetée par Aster Corp pour enlever la garde du père de Jake.
Kayla Graham
Kayla Graham est une chanteuse d'Irlande qui apparait dans l'épisode 1.

## Accueil

### Audiences

#### Aux États-Unis
L'épisode pilote de la série a réalisé une audience de 12,01 millions de téléspectateurs lors de son premier lancement. La série est le deuxième meilleur lancement de la saison 2011-2012.

### Distinctions

#### Nominations
- Teen Choice Award 2012
  - Nomination dans la catégorie de la « meilleure série dramatique »[37]
  - Nomination dans la catégorie du « meilleur acteur dans une série dramatique » pour Kiefer Sutherland
- Primetime Emmy Award 2012
  - Nomination dans la catégorie de la « meilleure musique de générique »
  - Nomination dans la catégorie des « meilleurs effets visuels pour une série »